# 포식동물
《포식동물》( 한자 : 捕食動物 ) 은 매주 목요일마다 치훈 작가가 네이버 웹툰에서 연재하는 웹툰이다.

## 등장 인물
- 상진

남주인공. 어느날 괴물로 변해버린 친구를 위해 탐욕에 찌든 인간 군상들을 먹이로 주는 주인공. 보이는 이미지와 달리 탐욕에 찌든 인간들을 괴물 친구에게 줄때 냉혈한의 모습도 있다.
- 괴물친구

성별 불명. 현재까지 성별 부분에서 등장한 부분이 없으며, 괴물 이전의 모습은 등장하지 않아 조심스럽게 추측만 되는 부분이다.
어떻게 괴물이 되었는지, 되기 이전의 남주인공인 상진과의 관계의 설명이 추후 밝혀질 예정이다.